# Sture Landqvist
Bror Sture Landqvist, född 15 januari 1925 i Göteborg, död 2 februari 2016 i Falkenbergs distrikt, var en svensk idrottsman (medel- och långdistanslöpare). Han tävlade för IK Vikingen. Landqvist vann SM-guld i terränglöpning 4 000 meter år 1952. Han deltog i OS 1952.